# Phare de la Fenêtre
Pour les articles homonymes, voir Fenêtre.
Le phare de la Fenêtre, aussi appelé phare de la Houle du nom du port adjacent, est un phare en terre, est situé sur la commune de Cancale.

## Situation
Le phare de la Fenêtre est situé sur la commune de Cancale, dans l'Ille-et-Vilaine. Par la terre, il est accessible à l'angle du quai Admis en Chef Thomas et de la rue des Parcs. Par la mer, le phare est situé à l'intérieur de l'anse bordant le continent de Cancale au Mont-Saint-Michel au niveau du port de la Houle.
Dans le prolongement du phare, le port s'ouvre sur la jetée de la Fenêtre, donnant sur la Manche.

## Historique

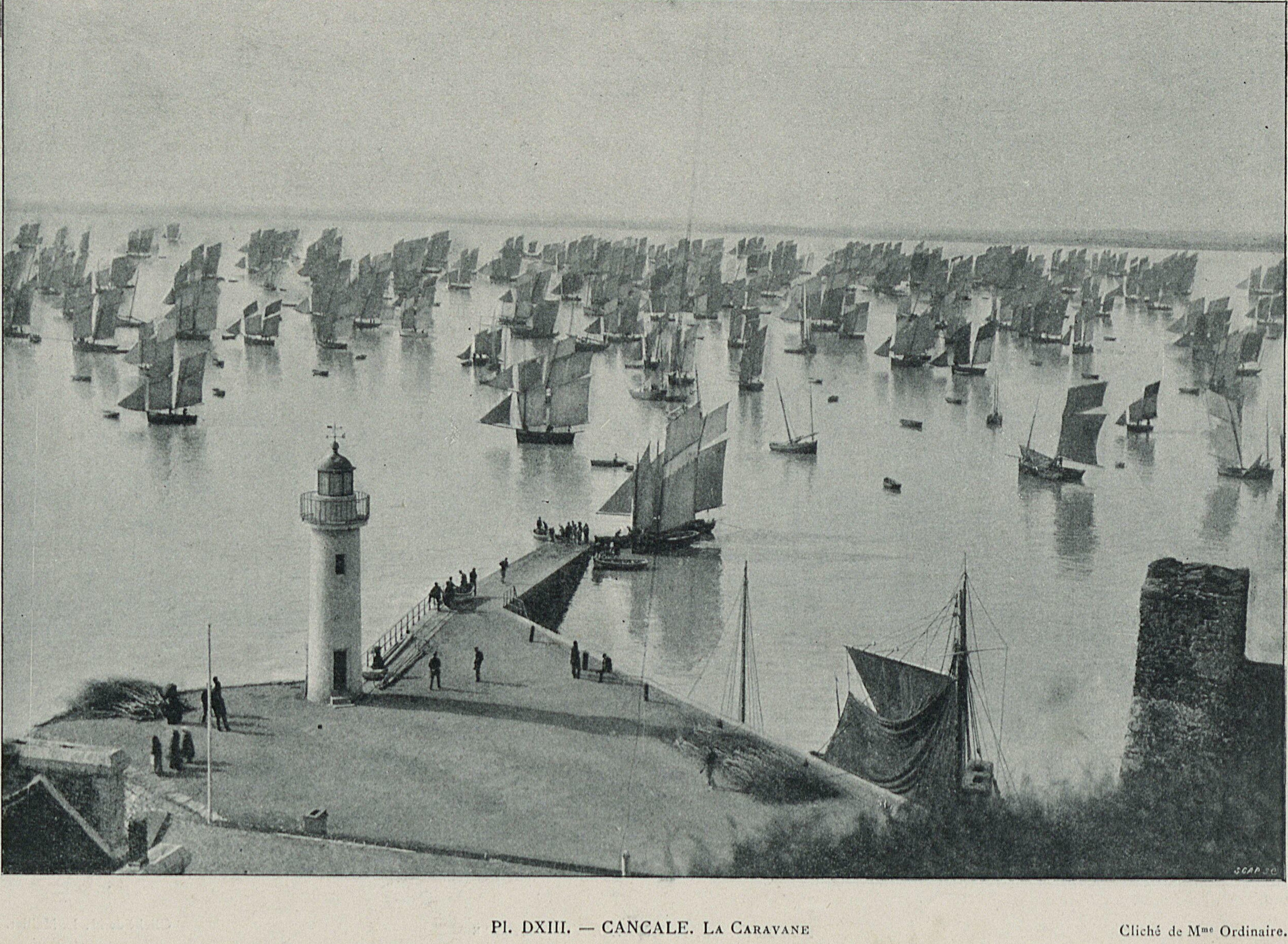
Jetée de la Fenêtre au XIX

Dès les années 1850, le besoin d'un phare pour accompagner l'activité du port de la Houle est évoqué et une étude du corps des ponts et chaussées est effectué en 1858. Les premiers terrains pour la construction sur le rocher de la Fenêtre sont rachetés en juin 1860. Le phare est inauguré le 1er mars 1863. Le feu est alors rouge fixe, à une hauteur de 10 m.
En 1913, la lampe du phare est remplacée, passant d'une lampe à huile à une lampe à incandescence et devient un feu vert en accord les la réglementation internationale. En 1936, la jetée est prolongée et le phare perd sa fonction première : il devient alors un amer.
Le phare n'est pas accessible au public mais est visible le long de la jetée de la Fenêtre. Un marché aux huitres a lieu toutes les semaines au pied du phare.

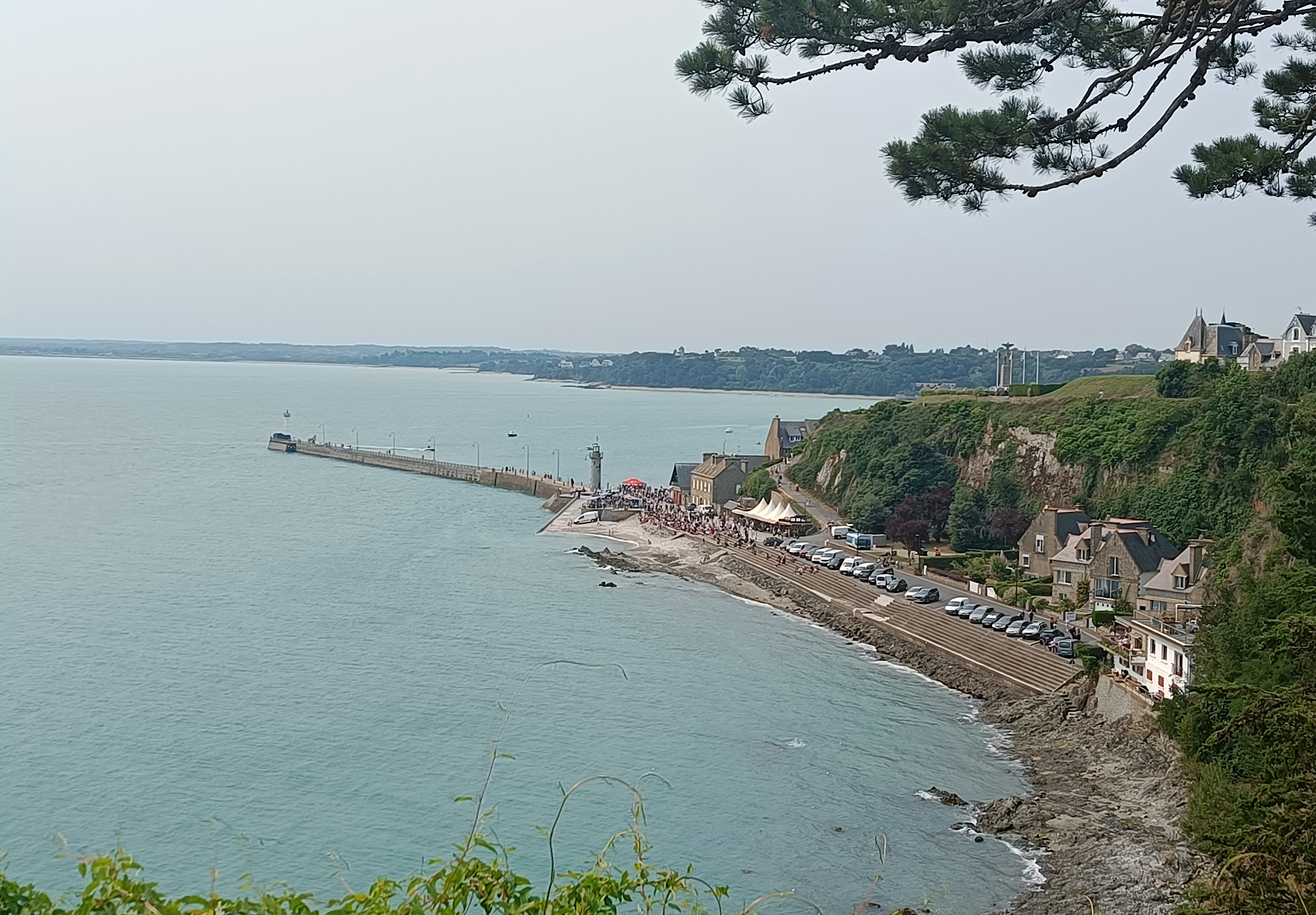
Point de vue sur la cale et le phare de la Fenêtre depuis la corniche de Cancale